# برونزيت

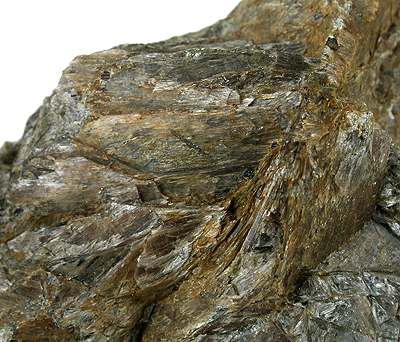
مجموعة متنوعة من البرونزيت من منجم بير هيلز للنحاس، مقاطعة بالتيمور، ماريلاند، الولايات المتحدة الأمريكية (الحجم: 9.6 × 7.5 × 4.9 سم)

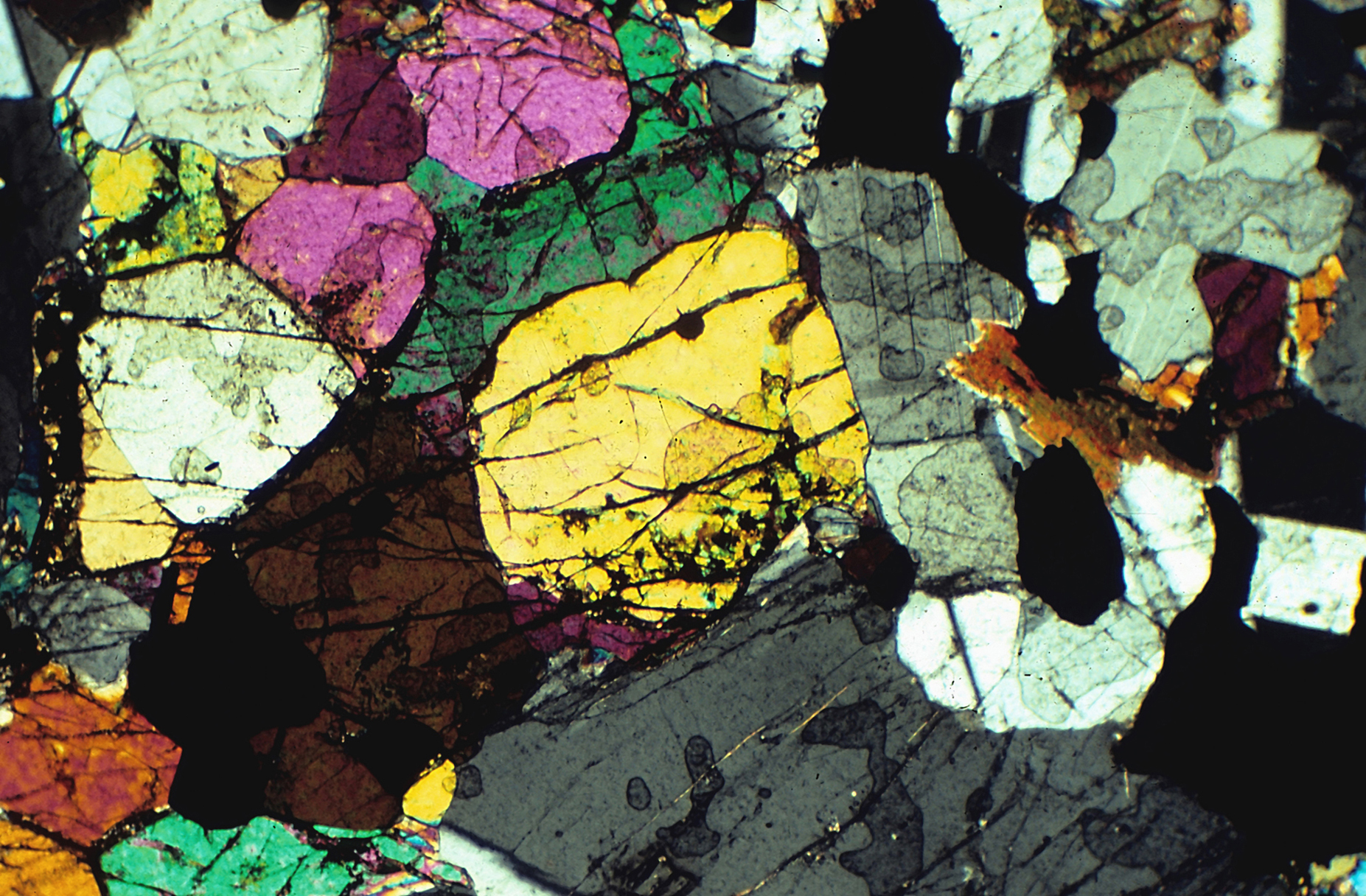
برونزيت، مقطع رقيق من صخر مصنوع من الزبرجد الزيتوني والبيروكسين، ومعظمه من البرونزيت. صورة مجهرية، ينظر إليها مع ضوء مستقطب.

البرونزيت (بالإنجليزية: Bronzite) هو معدن في مجموعة البيروكسين من المعادن، وينتمي مع إنستاتايت والهايبرستين إلى سلسلة البيروكسين من المجموعة. بدلاً من كونه نوعًا متميزًا، فهو في الحقيقة نوع حديدي من إنستاتيت، والذي اكتسب بريقًا شبه معدني يشبه البرونز على أسطح الانقسام بسبب التغيير الجزئي.
الإنستاتيت عبارة عن سيليكات المغنيسيوم، MgSiO 3، مع استبدال المغنيسيوم جزئيًا بكميات صغيرة (تصل إلى حوالي 12٪) من Fe +2. في صنف البرونزيت (Mg، Fe) SiO 3، يتراوح أكسيد الحديد (II) من حوالي 12 إلى 30 ٪، ومع وجود المزيد من الحديد هناك ممر إلى الهايبرستين.  تكون الأصناف الحديدية عرضة لنوع معين من التغيير، يُعرف باسم شيليريزاسيون، والذي ينتج عنه فصل الحديد كأغشية دقيقة جدًا من الأكسيد والهيدروكسيدات على طول شقوق انشقاق المعدن. لذلك تظهر على أسطح الانقسام لمعانًا معدنيًا أو شيلر، والذي يكون أكثر وضوحًا في hypersthene منه في البرونزيت. لون البرونزيت أخضر أو بني. تبلغ جاذبيتها النوعية حوالي 3.3-3.4، وتتفاوت مع كمية الحديد الموجودة. تزداد مؤشرات الانكسار والزاوية البصرية مع زيادة محتوى الحديد. يكون لعضو النهايات الإنستاتي علامة بصرية إيجابية، في حين أن كلا من البرونزيت وهايبرستين يظهران علامة بصرية سلبية.
شأنه شأن الإنستاتايت، يعد البرونزيت مكونا من العديد من الصخور المافية وفوق المافية والصخور النارية، مثل، النوريت، والغابرو، وخصوصا البريدوتيت، ومن السربنتنيت التي تكون منها. كما أنه يحدث في بعض أنواع الشست البلورية. البرونزيتات، هي صخر بيروكسينيت من تكوين البرونزيت، ويلاحظ في صخور الكوميولات من الستيلووتر النارية من مونتانا.

## الاستخدام في الزينة
يتم أحيانًا قطع البرونزيت وصقله، عادةً في أشكال محدبة، لأجسام الزينة الصغيرة، لكن استخدامه لهذا الغرض أقل شمولاً من استخدام مادة hypersthene. غالبًا ما يكون له بنية ليفية مميزة إلى حد ما، وعندما يتم نطق ذلك، فإن اللمعان له تشابه معين مع شكل عين القط. تم العثور على كميات كبيرة بما فيه الكفاية لقطع في النوريت من كوبفربرغ في فيتشلبيرغ، وفي ممر كروبات بالقرب من يوبين في ستيريا. في هذا الصدد، يمكن ذكر شكل معدَّل من إنستاتيت أو برونزيت يُعرف باسم باستايت أو سبار شيلر. هنا، بالإضافة إلى التكسير، تم تغيير إنستاتيت الأصلي عن طريق الماء والمنتج يحتوي على التركيب التقريبي للسربنتين. لون الباستيت بني أو أخضر مع نفس اللمعان المعدني مثل البرونزيت. المنطقة المحلية النموذجية هي باست في رادوثال، في جبال هارتس، حيث توجد بقع من الباستيت ذات اللون الأخضر الشاحب الباهت في سربنتين داكن اللون. تشكل هذه الصخرة عند قطعها وصقلها حجرًا زخرفيًا فعالاً، على الرغم من قلة استخدامها لهذا الغرض.